# جو هاردي
جو هاردي (بالإنجليزية: Joe Hardy)‏ هو سياسي أمريكي، ولد في 15 مايو 1949 في رينو في الولايات المتحدة. حزبياً، نشط في الحزب الجمهوري. وقد انتخب عضو المجلس النيابي لولاية نيفادا.